# Simfonia núm. 3 (Mozart)
La Simfonia núm. 3 en mi bemoll major, K. 18, anteriorment atribuïda a Wolfgang Amadeus Mozart, actualment es considera que no és una obra seva sinó d'un destacat compositor alemany del període clàssic, anomenat Karl Friedrich Abel.
Va ser atribuïda erròniament a Mozart a causa de la troballa d'una partitura manuscrita de Wolfgang Amadeus Mozart; per aquest motiu, estava catalogada com la seva Simfonia núm. 3, K. 18, i publicada d'aquesta manera en la primera edició completa de les obres de Mozart per Breitkopf & Härtel. Més tard, es va descobrir que aquesta simfonia era en realitat una obra d'Abel, copiada per Mozart en la seva infància (evidentment, amb propòsits acadèmics) mentre estava de visita a Londres, el 1764. Com ha succeït amb la mal atribuïda K. 17 i, anys més tard, amb la núm. 37, K. 444/425a), la K. 18 ja no està inclosa en el Neue Mozart-Ausgabe.
L'obra consta de tres moviments:
1. Allegro
2. Andante
3. Presto

Aquesta simfonia va ser originalment publicada com la darrera obra de la sèrie de Sis Simfonies, op. 7 d'Abel. No obstant, la còpia de Mozart difereix de la partitura publicada d'Abel. Mozart "substituí els clarinets pels oboès".